# Villaggio dei Giornalisti
Il Villaggio dei Giornalisti è un complesso residenziale della zona nord-orientale di Milano, appartenente al Municipio 2 e al NIL n. 12 "Maciachini - Maggiolina". 
Realizzato su iniziativa privata a partire dal 1911, ricadeva fino al 1923 all'interno del territorio del comune di Greco Milanese. Ancorché non circondato da quartieri tradizionalmente esclusivi, il Villaggio dei Giornalisti è oggi considerato un'area residenziale esclusiva, anche per la valenza storica ed architettonica di molti edifici lì ubicati.

## Storia

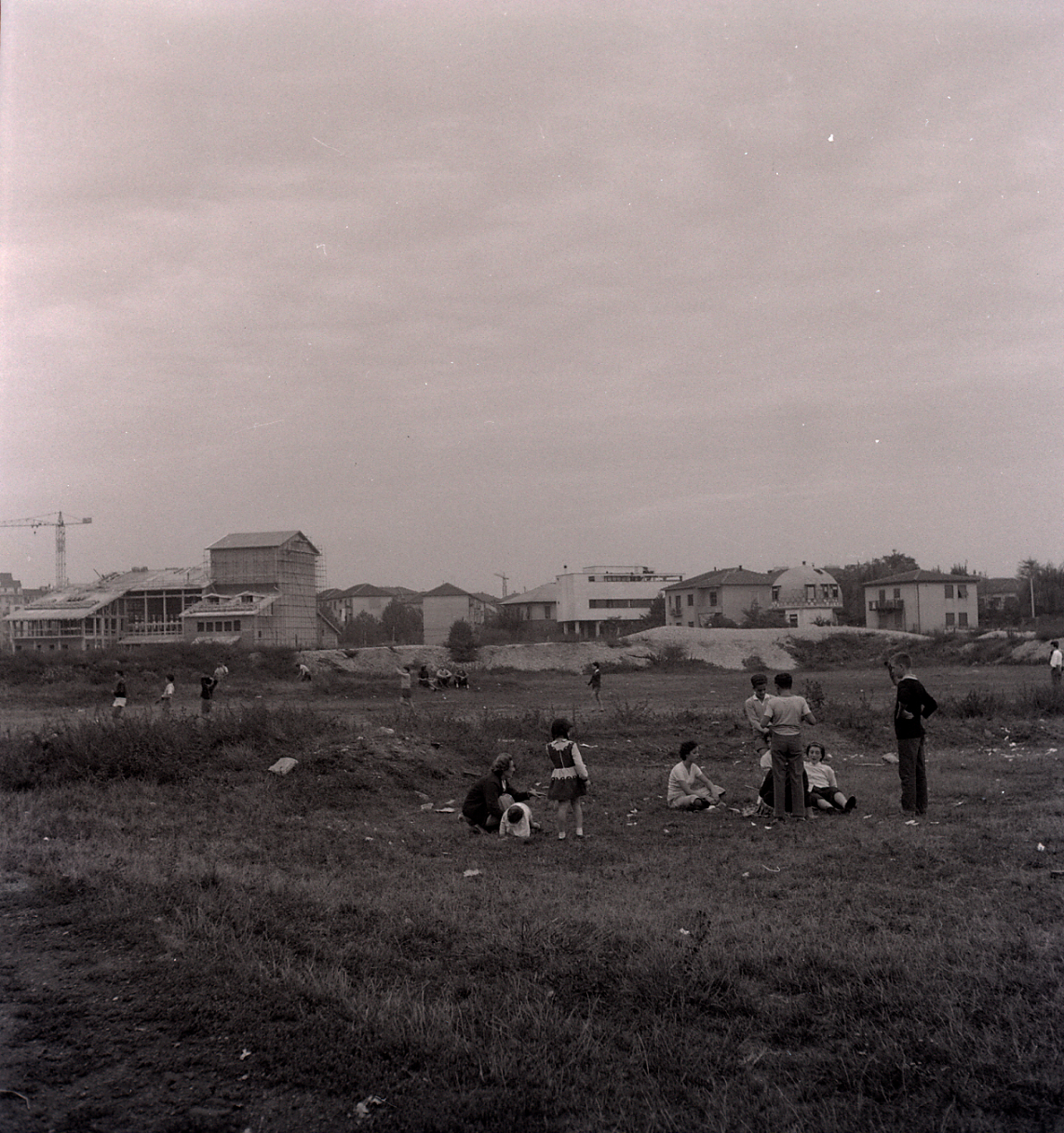
Il villaggio dei giornalisti ai margini con la Maggiolina in una foto di Paolo Monti degli anni sessanta. In primo piano un'area inedificata in via Giovanni Cagliero. In secondo piano tre edifici firmati da architetti di spicco: la chiesa di Sant'Angela Merici di Mario Bacciocchi (in costruzione), la villa-palafitta di Luigi Figini e una delle scomparse "case fungo" di Mario Cavallè.

Inizialmente promosso come quartiere   Giardino Mirabello, sorge a ridosso della villa Mirabello, in una fascia di terreno che si sviluppa sinuosamente sud-nord a partire da piazza Carbonari (allora confine della Milano tematizzata dal Piano Beruto). Il nucleo all'interno del quale s'è sviluppato il Villaggio dei Giornalisti ha come confine le vie Arbe, Romussi, Eugenio Torelli Viollier, Dario Papa, Lepanto, Ettore Perrone di San Martino e piazzale Salvatore Farina, a ridosso a ovest col fiume Seveso, allora scoperto.
Nel maggio del 1911 l'avvocato Mario Luigi Cerati, redattore de Il Secolo diffondeva un editoriale di forte impatto sul tema degli alloggi e delle case popolari, nel quale sosteneva che se molto era stato fatto a vantaggio delle classi operaie, niente era stato invece fatto a vantaggio della borghesia. Prese il nome Villaggio dei Giornalisti a causa delle intitolazioni delle strade che lo attraversano.
Per consentire l'assegnazione degli immobili ivi presenti alle prime linee del Corriere della Sera nonché ai propri manager, il super-condominio oggi chiamato Villaggio Maggiolina, sito a nord-est del Villaggio dei Giornalisti originario, fu acquistato dalla Rizzoli Corriere della Sera e poi ceduto al Fondo per le Pensioni del personale CARIPLO e all'Istituto Nazionale delle Assicurazioni. In seguito ad alcune operazioni societarie, la proprietà di gran parte degli edifici è passata prima in favore di UniCredit per conto di alcuni fondi pensione da questa gestiti e poi delle Assicurazioni Generali, tramite alcuni fondi comuni d'investimento da questa gestiti. In una nota rilasciata da UniCredit nel contesto della vendita alle Assicurazioni Generali è stato dichiarato che "l’operazione, considerata la portata, l’ubicazione e l’elevata attrattività, rappresenta una delle transazioni residenziali più significative degli ultimi anni in Italia".   
Al suo interno, si possono osservare ancora oggi alcune realizzazioni singolari della metà del Novecento, come per esempio le case a igloo di via Lepanto, dell'architetto Mario Cavallè, e la non distante Villa Figini, ideata, progettata ed abitata da Luigi Figini, in via Ettore Perrone di San Martino.